# Eagles Lake 165C
Eagles Lake 165C är ett reservat i Kanada.   Det ligger i provinsen Saskatchewan, i den centrala delen av landet, 2 500 km väster om huvudstaden Ottawa.
Trakten runt Eagles Lake 165C består till största delen av jordbruksmark. Trakten runt Eagles Lake 165C är nära nog obefolkad, med mindre än två invånare per kvadratkilometer.